# Väven

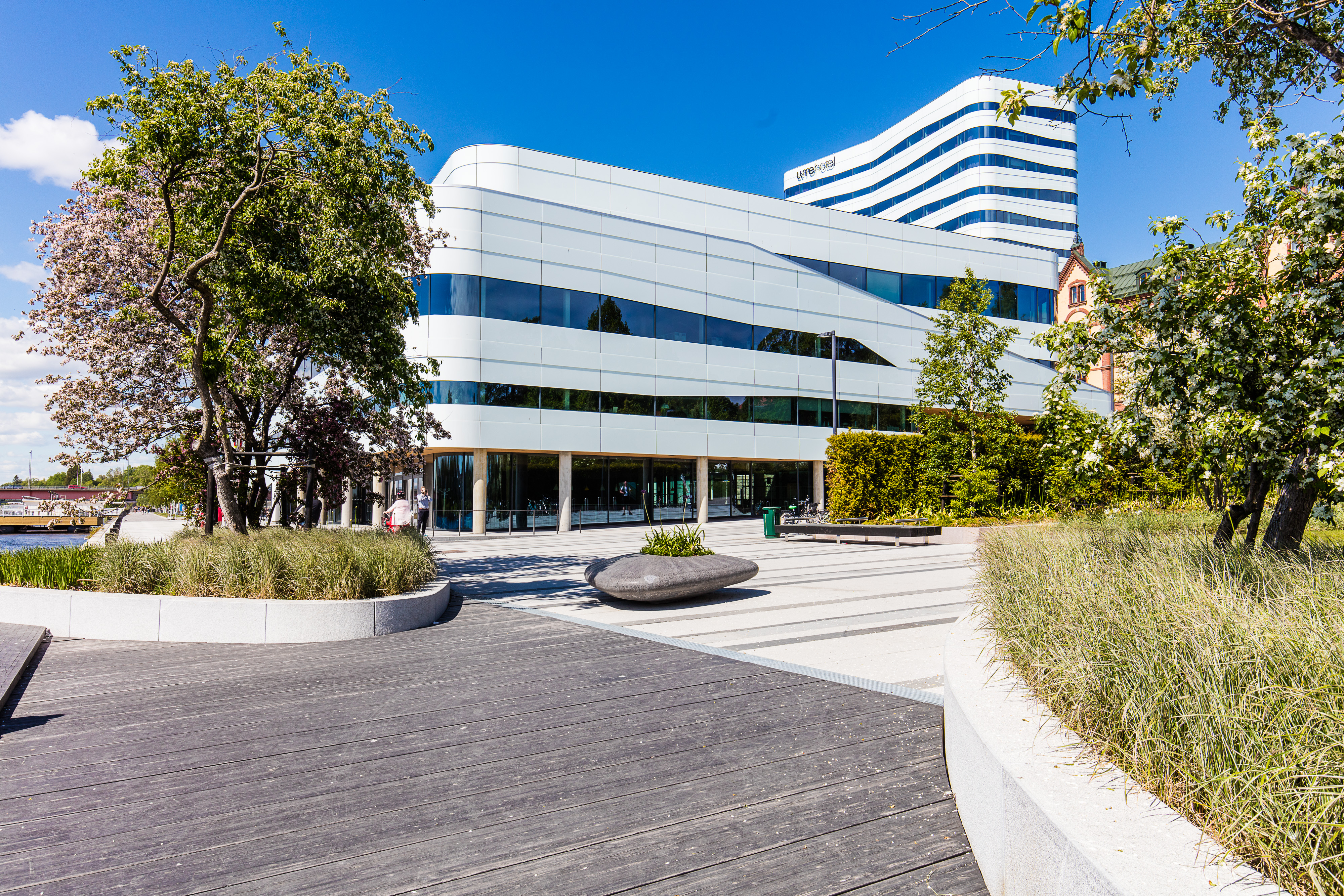
Rådhusparken vid Väven (2015).

Väven är ett kulturhus i Umeå beläget vid Umeälven. Väven invigdes hösten 2014, under det år Umeå var en av Europas två kulturhuvudstäder. Kulturhuset innehåller flera kulturinstitutioner som flyttats från andra delar av staden samt en del nya kulturella satsningar. Byggkostnaderna, de ingångna samarbetena och flytten av stadsbiblioteket till den nya byggnaden har vållat debatt i Umeå. 

## Byggnaden
Byggnaden, som omfattar större delen av kvarteret Heimdal i centrala Umeå, mellan Storgatan och Umeälven, uppfördes åren 2011–2014 som en del av stadsutvecklingsprojektet Staden mellan broarna. Beställare var Umeå kommun och det lokala fastighetsbolaget Balticgruppen genom det gemensamma bolaget Väven i Umeå AB.
Väven består av två huskroppar som på tredje våningsplanet går ihop till en, som bildar en portal över Strandgatan. Huskroppen närmast älven, söder om Strandgatan, består av fyra våningar och rymmer bland annat en så kallad ”black box”, med plats för 400 sittande eller 1 000 stående besökare. Byggnaden närmast Storgatan inrymmer på de fyra nedre planen de cirka 15 000 kvadratmeter yta som Umeå kommun disponerar för sina verksamheter, bland annat Umeå stadsbibliotek. Där finns även en inglasad saluhall i direkt anslutning till Stora Hotellet. Från plan 5 och uppåt ligger hotell, konferens och restaurang i Balticgruppens regi.
Den sammanlagda bruttoytan är på 24 000 kvadratmeter och den totala byggkostnaden för den del av bygget som kommunen hyr har beräknats till 1032 miljoner kronor. Arkitekter har varit norska Snøhetta och svenska White arkitekter, som även samarbetat vid uppförandet av flera av byggnaderna på Konstnärligt campus.
Den i relation till omgivande bebyggelse avvikande utformningen har ifrågasatts och även anklagats för att vara ett plagiat, eftersom liknande fasader finns på tre punkthus i Tuborg Havn norr om Köpenhamn, ritade av Vilhelm Lauritzen Arkitekter och uppförda 2006–2008. En arkitekt vid den arkitektfirman uppger dock att man inte anser Väven vara en kopia.
Byggnaden tilldelades Kasper Salin-priset 2014.

### Konstnärlig gestaltning
Kulturnämnden har utlyst tävlingar om två gestalningsuppdrag: en dryckesfontän samt en minnesplats över författaren Stieg Larsson, som är en av Umeås fyra hedersmedborgare. Konstverket till Stieg Larssons minne – Bibliotheca Non Grata (sv: Det oönskade biblioteket) – har skapats av konstnären Måns Wrange.

## Verksamheten

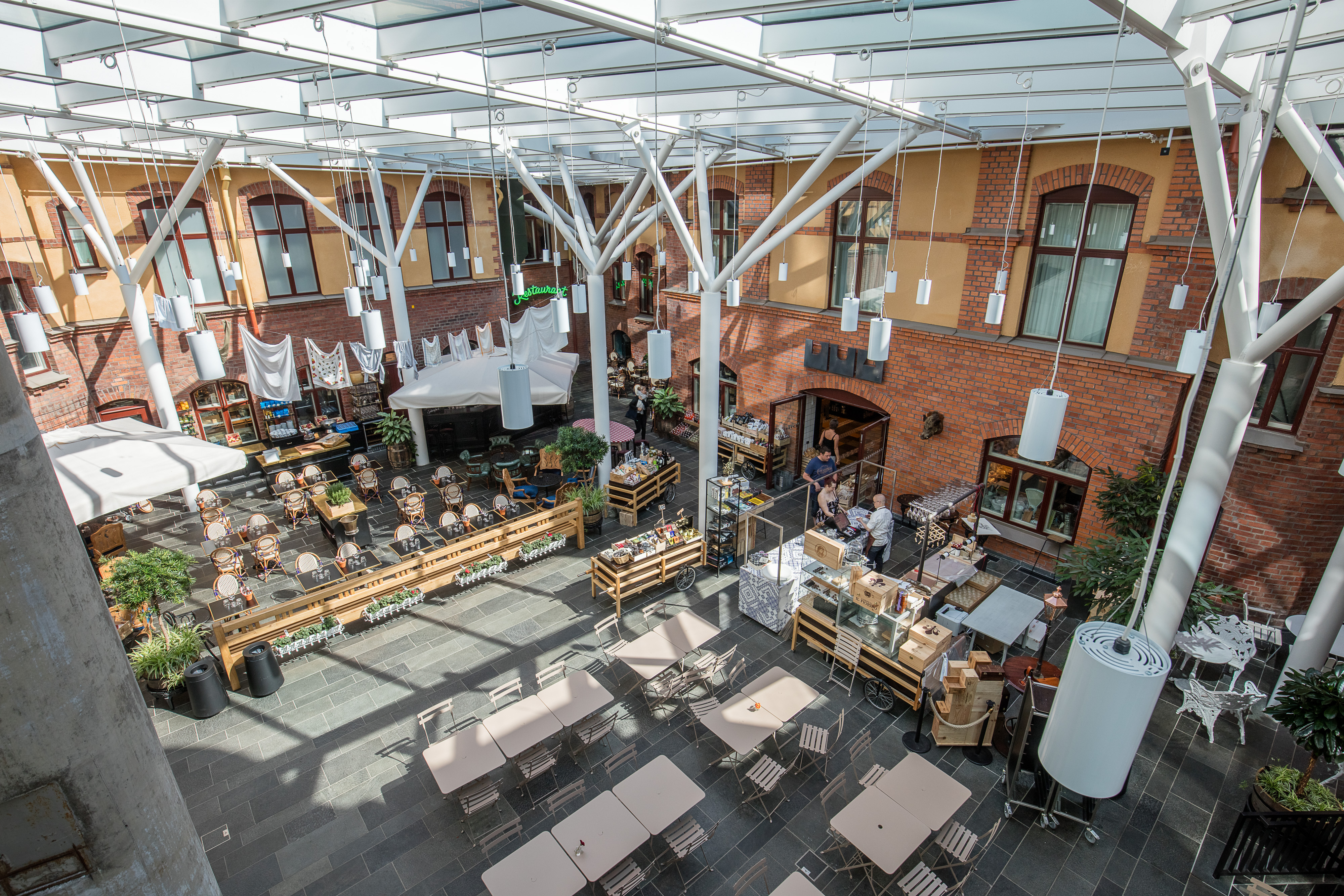
Inomhustorget.

Väven domineras av Umeå stadsbibliotek, men där finns också ateljéer, barnkulturcentrum, teaterlokaler, samt två salonger för Folkets Bio och Kvinnohistoriskt museum. Huvudingången, mot Storgatan, leder dels in mot biblioteket, dels mot det inomhustorg som förbinder Väven med flera små butiker, ett kafé, Stora Hotellet och dess restaurang Gotthards krog.
Ett av de första större evenemang som arrangerades i Väven var Umeå Europeiska Filmfestival, 5–13 december 2014.

## Debatten
Att projektet är en viktig del av kommunens satsningar på kulturhuvudstadsåret tillkännagavs i mars 2011 i bred politisk samstämmighet. Av partierna i kommunfullmäktige var det lokala Arbetarpartiet ensamma motståndare till projektet.
Den lokala debatten om vad den centrala älvstranden – ofta kallad kajen – i Umeå ska användas till har varit livlig sedan sent 1980-tal, då de första idéerna för det kommunala projektet Staden mellan broarna presenterades. Till de första mer konkreta inslagen hörde den av Balticgruppen initierade arkitekttävlingen som år 2004 resulterade i ett flertal förslag – som dock inte förverkligats. Ett senare förslag var att använda området för ett äventyrsbad, och ännu ett att flytta Norrlandsoperan dit.
Diskussionerna tog åter fart inför bygget av Väven, och har i grova drag kretsat kring fyra frågor: 
- Kommunens samarbete med Balticgruppen[25][26]
- Kostnaderna för projektet, inklusive framtida driftskostnader[27][28], och
- Flytten av Stadsbiblioteket från dess nuvarande plats vid Rådhusesplanaden, i omedelbar anslutning till bussterminalen Vasaplan.[29]
- Gräsrotskulturens plats under kulturhuvudstadsåret.[30][31]

Väven utnämndes 2014 tillsammans med Fojabs tillbyggnad till Kristianstads rådhus till årets fulaste nybygge av föreningen Arkitekturupproret.